# Naval Air Station Fort Worth
Base aéronavale de Fort Worth
La Naval Air Station Fort Worth Joint Reserve Base ou NAS Fort Worth JRB ( IATA : FWH , ICAO : KNFW , FAA LID : NFW), comprend Carswell Field, une base aérienne militaire située à 9 km à l'ouest du quartier d'affaires de Fort Worth, dans le comté de Tarrant au Texas. Cet aérodrome militaire est exploité par l'United States Navy Reserve. Il est situé dans les villes de Fort Worth, Westworth Village et White Settlement dans la partie ouest de la zone urbaine de Fort Worth.

## Historique
NAS Fort Worth JRB est le successeur de l'ancienne Naval Air Station Dallas et intègre d'autres commandes et activités de réserve, principalement celles de la réserve de l'Armée de l'air, qui étaient présentes sur place lorsque l'installation était connue sous le nom de Carswell Air Force Base, une ancienne base aérienne du Air Force Reserve Command (SAC) a ensuite été transférée au Air Combat Command (ACC).
Plusieurs quartiers généraux et unités opérationnelles de l'US Navy sont basés au NAS Fort Worth JRB, notamment des escadrons aériens du 4th Marine Aircraft Wing de l'United States Navy Reserve, des commandes de renseignement et des Seabees.
Le quartier général de la Tenth Air Force de l'Air Force Reserve Command et sa 301st Fighter Wing (en) continuent d'être basés sur l'installation, ainsi que la 136th Airlift Wing (en) de la Texas Air National Guard (en). Un groupe d'avions marins, plusieurs escadrons d'aviation et diverses unités terrestres de la réserve du Corps des Marines des États-Unis sont également colocalisés au NAS Fort Worth.
Les types d'avions initialement basés au NAS Fort Worth étaient le F-14 Tomcat, le F/A-18 Hornet, le C-9B Skytrain II, le C-130 Hercules et le KC-130 Hercule qui ont déménagé de l'ancien NAS Dallas, rejoignant le F-16 Fighting Falcon qui se trouvaient auparavant dans l'installation alors qu'elle était connue sous le nom de Carswell Air Force Base et plus tard sous le nom de Carswell Air Reserve Station.

## Actuellement
Les avions actuellement basés sont les C-40 Clipper de la Naval Air Reserve, les chasseurs F-16 Fighting Falcon de l'Air Force Reserve Command et les avions de transport aérien C-130 Hercules de la Texas Air National Guard et les chasseurs d'attaque F/A-18 Hornet de l'US Marine Corps  et des avions de ravitaillement et de transport en vol KC-130 Hercules de la Réserve du Corps des Marines. Récemment, la réserve de l'armée américaine a également basé un bataillon d'avions de reconnaissance RC-12 Guardrail au NAS Fort Worth.
La base, qui fait partie de la Navy Installation Command's Navy Region Southeast, est une installation de défense conjointe qui joue un rôle central dans la formation et l'équipement des équipages aériens et du personnel de soutien au sol de l'aviation. Elle héberge pour cela le Tactical Support Wing.